# Jayne Ann Krentz
Jayne Ann Castle Krentz „J.A.C.K“ (* 28. März 1948 in San Diego, Kalifornien) ist eine New-York-Times-Bestseller-Autorin, die hauptsächlich serielle Liebesgeschichten schreibt. Sie publiziert unter mehreren Pseudonymen, vor allem Jayne Castle, Jayne Ann Krentz und Amanda Quick.

## Leben
Jayne Castle wurde sechs Jahre von Herausgebern abgelehnt, ehe es ihr gelang, ein Buch zu veröffentlichen. Bevor sie mit dem Schreiben begann, arbeitete sie als Bibliothekarin unter anderem für die Duke University. Sie machte ihren Bachelor in Geschichte an der University of California, Santa Cruz (UCSC) und beendete ihr Studium an der San José State University mit einem Magister in Bibliothekswissenschaft. Sie gründete gemeinsam mit ihrem Mann Frank Krentz eine Stiftung an der UCSC-Bibliothek, damit mehr Bücher gekauft werden können und unterstützt 15 Schulbibliotheken in Seattle. Sie gehört dem Schriftsteller-Verwaltungsrat der University of Washington an.
Sie benutzte sieben verschiedenen Pseudonyme, beschränkt sich aktuell jedoch auf drei. Als Jayne Ann Krentz (ihr Ehe-Name) schreibt sie zeitgenössische Liebesgeschichten. Unter Amanda Quick veröffentlicht sie historische Liebesgeschichten (meist Regency Romance) und als Jayne Castle (ihr Geburtsname) schreibt sie futuristische und paranormale Geschichten.
Sie ist Mitglied der Romance Writers of America und betreut beim jährlichen Treffen einen Tagesworkshop.

## Bibliographie

### Jayne Castle

#### Romanze
- Vintage of Surrender (1979)
- Queen of Hearts (1979)
- Gentle Pirate (1980, Ein wunderschöner Tag im Mai)
- Bargain with the Devil (1981, Gib mir dein Wort)
- Right of Possesion	(1981, Mein feuriger Liebhaber)
- Wagered Weekend	(1981, Zuerst war es nur ein Spiel)
- A Man's Protection	(1982, Am anderen Morgen)
- A Negotiated Surrender (1982)
- Affair of Risk (1982)
- Power Play	(1982)
- Relentless Adversary (1982)
- Spellbound	(1982)
- Conflict of Interest (1983)

#### Sonstige
- Double Dealing	(1984)
- Trading Secrets	(1985)

#### Guinevere Jones Serie
- The Desperate Game	(1986)
- The Chilling Deception (1986)
- The Sinister Touch	(1986)
- The Fatal Fortune	(1986)

#### Zukunftswelt von St. Helens
- Amaryllis  (1996)
- Zinnia	(1997)
- Orchid	(1988)

#### Zukunftswelt von Harmony
- Bridle Jitters in Charmed (1999) und Harmony (2000)
- After Dark (2000) und in Harmony (2000)
- After Glow	(2004)
- Ghost Hunter (2006)

### Jayne Taylor

#### Romanze
- Whirlwind Courtship	(1979)

### Jayne Bentley

#### Romanze
- A Moment Past Midnight (1979)
- Hired Husband (1979)
- Maiden of the Morning (1979)
- Sabrina's Scheme	(1979)
- Turning Toward Home (1979)

### Stephanie James

#### Romanze
- A Passionate Business (1981)
- Corporate Affair	 (1982)
- Dangerous Magic	 (1982)
- Lover in Pursuit	 (1982, Momente des Glücks)
- Reckless Passion	 (1982, Mit den Waffen der Frau)
- Renaissance Man	 (1982, Ich werde dich noch heut erobern)
- Stomy Challenge	 (1982)
- Velvet Touch	 (1982, Faszination einer Liebesnacht)
- Affair of Honor	 (1983)
- Battle Prize	 (1983)
- Body Guard	 (1983)
- Gamemaster	 (1983, Mehr als nur eine Affäre)
- Price of Surrender	 (1983, Du bist der Mann für mich)
- Raven's Prey	 (1983, Lustvolle Nächte in Mexiko)
- Serpent in Paradise	 (1983, Ich will dich jetzt oder nie)
- The silver Snare	 (1983, Erregendes Spiel mit dem Feuer)
- To Tame the Hunter	 (1983, Du erregst meine Sinne)
- Gambler's Woman	 (1984, Wenn es Nacht wird in Las Vegas)
- Night of the Magician	 (1984)
- Nightwalker	 (1984, Heute bekomm ich, was ich will)
- Golden Goddess	 (1985, Liebesgeflüster auf Hawaii)
- Wizard	 (1985)
- Cautious Lover	 (1986, Lass diese Nacht nie enden)
- Green Fire	 (1986, Liebesspiele jede Nacht)
- Second Wife	 (1987)
- Saxon's Lady	 (1987)
- The Challoner Bride	 (1987)

#### Colter Familiensaga
- Fabulous Beast	 (1984, Ich bin verrückt nach dir)
- The Devil to Pay	 (1985, Auf verbotenen Pfaden)

### Jayne Ann Krentz

#### Romanze
- Uneasy Alliance	 (1984, Stunden der Liebe – Stunden der Lust)
- Call It Destiny	 (1984, Nachts, wenn du mich berührst)
- Ghost of a Chance	 (1984)
- Man With a Past	 (1985, Sag die Wahrheit, Cole!)
- Witchcraft	 (1985, 'Rose mit Dornen' aus Liebeszauber)
- Legacy	 (1985)
- The Waiting Game	 (1985)
- True Colors	1986
- The Ties That Bind	 (1986, Mit dir ist jeder Tag ein Sonntag)
- Between the Lines	 (1986, Deine Küsse sind wie Feuer)
- The Family Way	 (1987, 'Zärtliches Liebesgeflüster' aus Wenn Liebe siegt)
- The Main Attraction	 (1987, Wenn deine Hände mich zart berühren)
- The Chance of a Lifetime	 (1987)
- Test of Time	 (1987, 'Liebe auf Probe' aus Wenn Liebe siegt)
- Full Bloom	 (1988, Ich muss dich fühlen, Geliebte)
- Joy (1988, Nur dann fühl ich Begehren)
- A Woman's Touch	 (1989, 'Der Geschmack der Liebe' aus Wenn Liebe siegt)
- Lady's Choice	 (1989, Wenn diese Frau liebt)
- Too Wild To Wed?	 (1991, Das Feuer deiner Küsse)
- The Wedding Night	 (1991, Mach meine erotischen Träume wahr)
- The Private Eye	 (1992, Verliebt, verlobt, verheiratet?)

#### Sonstige
- Twist of Fate	 (1986)
- A Coral Kiss	 (1987, Das Geheimnis auf Orleana)
- Midnight Jewels	 (1987)
- Golden Chance	 (1990)
- Silver Linings	 (1991)
- Sweet Fortune	 (1991, Leidenschaft des Augenblicks)
- Family Man	 (1992, Vagabund der Liebe)
- Perfect Partners	 (1992, Unbezähmbares Verlangen)
- Hidden Talents	 (1993)
- Wildest Hearts	 (1993)
- Grand Passion	 (1994, Erbe der Leidenschaft)
- Connecting Rooms in Everlasting Love 1995 & in Hearts Desire 1998
- Trust Me	 (1995, Traum des Augenblicks)
- Absolutely, Positively	 (1996, Träume wie Samt)
- Deep Waters	 (1997, Sie wollte alles ...)
- Flash	 (1998)
- Sharp Edges	 (1998)
- Eye of the Beholder	 (1999)
- Lost & Found	(2000)
- Soft Focus	(2000)
- Smoke in Mirrors	(2002)
- Dangerous Affair	(2004)
- Falling Awake	(2004)
- No Going Back	(2004)
- All Night Long	(2005)

#### Lost Colony
- Crystal Flame	(1986)
- Sweet Starfire	(1986)
- Shield's Lady      (1989)

#### Dream Serie
- Dreams, Part One	(1988, Sturm einer Sommernacht)
- Dreams, Part Two	(1988, Sturm einer Sommernacht)

#### Gift Serie
- Gift of Gold	(1988)
- Gift of Fire	(1989)

#### Ladies and Legend Series
- The Pirate	(1990, Ich muss dich einfach haben)
- The Adventurer (1990, Verführe mich, Sarah)
- The Cowboy	(1990, Süße Rache, heiße Küsse)

#### Eclipse Bay Series
- Eclipse Bay (2000)
- Dawn in Eclipse Bay (2001)
- A Summer in Eclipse Bay (2002)

#### Whispering Spring
- Light in Shadow	(2003)
- Truth or Dare	(2004)

#### Arcane Society
- White Lies, (2007)

### Amanda Glass

#### Romanze
- Shield's Lady	(1989)

### Amanda Quick

#### Sonstige
- Seduction	(1990, Der Teufel von Hampshire bzw. Verführung)
- Surrender	(1990, Blume der Nacht bzw. Verlangen)
- Scandal	(1991, Skandal)
- Rendezvous	(1991, Rendezvous)
- Ravished	(1992, Entfesselt; 2021 Die entfesselte Liebe des Viscount)
- Reckless	(1992, Verruchte Lady)
- Dangerous	(1993, Gefährliche Küsse)
- Deception	(1993, Süßer Betrug)
- Desire	(1993, Liebe ohne Skrupel)
- Mistress	(1994, Verhext)
- Mystique	(1995, Süßes Gift der Leidenschaft)
- Mischief	(1996, Zärtliche Teufelin)
- Affair	(1997, Geliebte Rebellin)
- With This Ring	(1998, Im Sturm erobert)
- The Paid Companion	(2004, Geheimnis der Nacht)
- Wait Until Midnight	(2004, Liebe um Mitternacht)
- The River Knows	(2007, Riskante Nächte)

#### Vanza Serie
- I Thee Wed	(1999, Verstohlene Küsse)
- Wicked Widow	(2000, Heißes Versprechen)
- Lie by Moonlight	(2005, Verführung im Mondlicht)

#### Lake & March Trilogy
- Slightly Shady	(2001, Liebe wider willen)
- Don't Look Back	(2002, Im Bann der Leidenschaft)
- Late for the Wedding (2003, Skandal um Mitternacht)

#### Arcane Society
- Second Sight  (2006, Verzaubertes Verlangen)
- The Third Circle  (2009, Dieb meines Herzens)
- The Perfect Poison	(2010, Süßes Gift der Liebe)

### Sonstige
- Dangerous Men and Adventurous Women: Romance Writers on the Appeal of the Romance (als Autorin und Herausgeberin)